# سيمون بيلشر
سيمون بيلشر (بالإنجليزية: Simon Belcher)‏ هو سائق سيارة سباق بريطاني، ولد في 18 ديسمبر 1973 في سويندون في المملكة المتحدة.